# Tongzhou (Nantong)
Tongzhou (通州区,  Tōngzhōu Qū) ist ein Stadtbezirk der bezirksfreien Stadt Nantong in der chinesischen Provinz Jiangsu an der Mündung des Jangtsekiang. Tongzhou hat eine Fläche von 1.166 km² und zählt 1.138.738 Einwohner (Stand: Zensus 2010). Hauptort ist die Großgemeinde Jinsha (金沙镇). Die ehemalige kreisfreie Stadt Tongzhou wurde mit Wirkung vom 31. März 2009 in den Stadtbezirk Tongzhou umgewandelt.

## Administrative Gliederung
Auf Gemeindeebene setzt sich Tongzhou aus zwanzig Großgemeinden zusammen. 